# Боргата Чентрале (Кунео)
Боргата Чентрале је насеље у Италији у округу Кунео, региону Пијемонт.
Према процени из 2011. у насељу је живело 7 становника. Насеље се налази на надморској висини од 804 м.